# Лама (река, впадает в Иваньковское водохранилище)
Ла́ма — река в Московской и Тверской областях России, впадает в Иваньковское водохранилище. Относится к Верхневолжскому бассейновому округу. На реке стоит древнейший город Подмосковья Волоколамск. В прошлом — часть водного пути от Волги к Москве-реке. На Ламе была построена одна из первых в стране сельских гидроэлектростанций.

## Название
Название реки балтийского происхождения и образовано термином lama, имеющим в современном латышском языке ряд значений, из которых «узкая длинная долина» и «маленький пруд, лужа» представляют наибольший интерес для его объяснения. Это позволяет считать, что термин lama на языке балтов, живших в I тысячелетии на территории современного Подмосковья, обозначал не только «узкую длинную долину», но и реку, протекающую по ней.

## Физико-географическая характеристика
Лама течёт с юга на север по Верхневолжской низменности в границах Волоколамского и Лотошинского районов Московской области, а также Конаковского и Калининского районов Тверской области. Берёт начало на отрогах Валдайской возвышенности из небольшого болота у деревни Себенки, в 6 км южнее станции Чисмена Рижского направления Московской железной дороги.

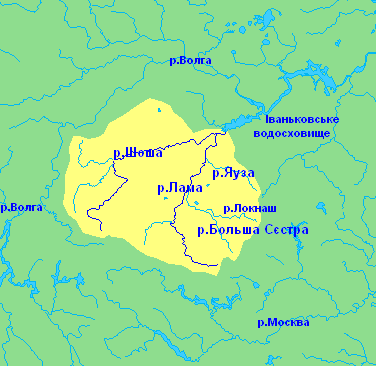
Бассейн Ламы

В верховье протекает в узкой безлесной долине с высокими берегами через западные отроги Клинско-Дмитровской гряды. Ниже села Ярополец берега становятся лесистыми, встречаются окружённые полями населённые пункты, после деревни Власово появляются мели и перекаты. От деревни Доры до деревни Синцово, ниже которой находилась запань, раньше осуществлялся весенний молевой сплав леса. Ниже устья Яузы Лама становится полноводной и медленно текущей. Нижнее течение реки проходит через национальный парк Завидово.
На высоте 124 м над уровнем моря впадает в западную, сильно заросшую камышом мелководную часть Шошинского плёса Иваньковского водохранилища на реке Волге, до образования которого впадала в Шошу на расстоянии около 30 км от устья, являясь на тот момент крупнейшим по протяжённости и площади бассейна её притоком.
Длина — 139 км, площадь водосборного бассейна — 2330 км². Русло извилистое, перекрыто многочисленными плотинами, на которых раньше работали мельницы. Ширина в среднем течении достигает 20—25 м. В межень средняя глубина колеблется от 0,6 до 1,5 м, скорость течения — менее 0,3 м/с на плёсах и не более 0,8 м/с на перекатах. В нижнем течении, в зоне действия подпора Иваньковского водохранилища, глубина достигает 6 м, что даёт возможность поддерживать судоходство на приустьевом отрезке реки. Ширина поймы составляет 300—500 м, коэффициент озёрности бассейна — 1 %, его заболоченность — 6 %, залесённость — 12 %.
Гидрологический режим реки относится к восточноевропейскому типу и отличается весенним половодьем и летне-осенней меженью с дождевыми паводками, основное питание происходит за счёт талых вод. Замерзает Лама в ноябре, вскрывается в конце марта — начале апреля, среднегодовой расход воды в среднем течении — 8,49 м³/с. Притоки Ламы относятся к малым рекам и ручьям, наиболее крупные из них — Большая Сестра и Малая Сестра:
- 18 км: река Яуза (пр)
- 48 км: река Малая Сестра (пр)
- 51 км: река Большая Сестра (пр)
- 55 км: река Озёрня (лв)
- 64 км: река Городня (лв)
- 82 км: река Колпяна (лв)
- 88 км: река Фроловка (лв)
- 93 км: река Ятвинка (лв)
- 103 км: река Городня (пр)
- 107 км: река Селесня (лв)
- 113 км: река Вельга (лв)

Ихтиофауна водоёма представлена не менее чем десятью видами рыб — щукой, окунем, плотвой, лещом, пескарём, голавлём, ельцом, уклейкой, серебряным карасём и линём. Из-за сильной антропогенной нагрузки воды реки по классу качества относятся к категории «грязных», негативное влияние на них оказывают жилищно-коммунальное хозяйство и предприятия города Волоколамска, а также загрязнённые воды одного из притоков Ламы — реки Яузы.
Несмотря на многоводность, из-за большого числа плотин и строгого охранного режима Завидовского заповедника река не пользуется популярностью у байдарочников. Пешим туристам могут быть интересны верховья Ламы, где она узка и извилиста, а берега покрыты глухими еловыми и смешанными лесами.
По данным государственного водного реестра России, река относится к Верхневолжскому бассейновому округу. Речной бассейн реки — (Верхняя) Волга до Куйбышевского водохранилища (без бассейна Оки), речной подбассейн — бассейны притоков (Верхней) Волги до Рыбинского водохранилища, водохозяйственный участок — Волга от города Твери до Иваньковского гидроузла (Иваньковское водохранилище).

## Культурное и хозяйственное значение
В прошлом по Ламе проходил водный путь Волга — Москва-река. С 1135 года в летописях упоминается «волок», по которому небольшие суда вверх по течению от Волги через Шошу к Ламе перетаскивали в Тростенское озеро, откуда уже вниз по течению по Озерне через Рузу можно было пройти до Москвы-реки. На месте, где начинался этот волок, возник Волоколамск — самый древний город Московской области.
В 1919 году при содействии В. И. Ленина в селе Ярополец на реке была построена одна из первых в стране сельских гидроэлектростанций — Ярополецкая ГЭС, — которая несколько десятилетий снабжала электричеством окрестные сёла и деревни, колхозы, производственные мастерские, культурно-просветительские учреждения. В 1939 году ГЭС было присвоено имя Ленина. Во время Великой Отечественной войны электростанция была разрушена отступающими германскими войсками, но позже восстановлена и включена в систему «Мосэнерго». В настоящее время сохранена как памятник истории.
Помимо Ярополецкой ГЭС, к достопримечательностям, находящимся в долине Ламы, относятся усадьба Чернышёвых, усадьба Загряжских и Гончаровых (её известность связана с именем Пушкина), ярополецкий краеведческий музей, могила украинского гетмана Дорошенко, которому в 1684 году Ярополец был пожалован в вотчину. Усадьбы имеют статус объектов культурного наследия, их архитектурно-парковый ансамбль является особо охраняемой природной территорией — памятником природы, садово-паркового и историко-архитектурного искусства.

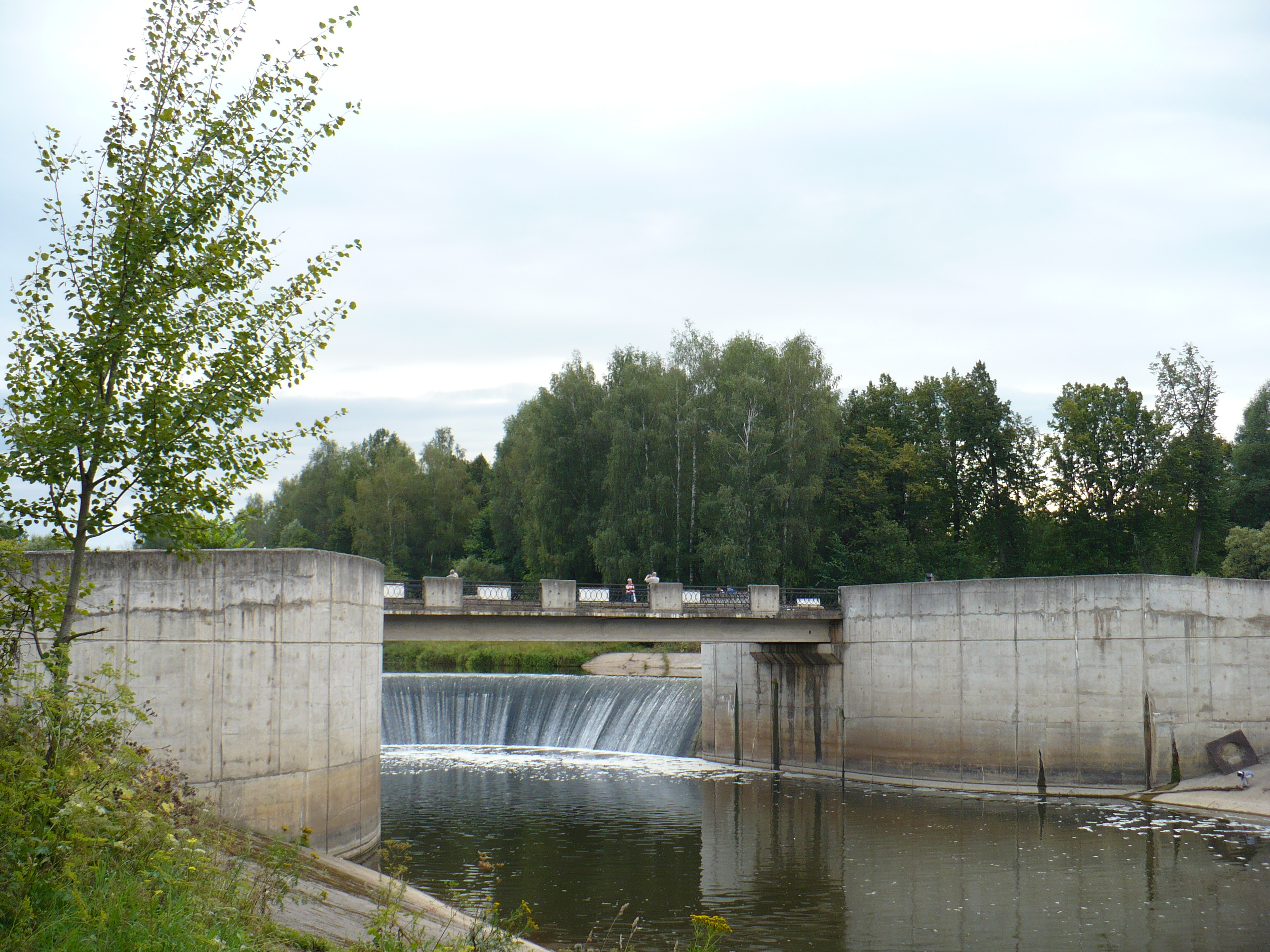
Плотина Ярополецкой ГЭС
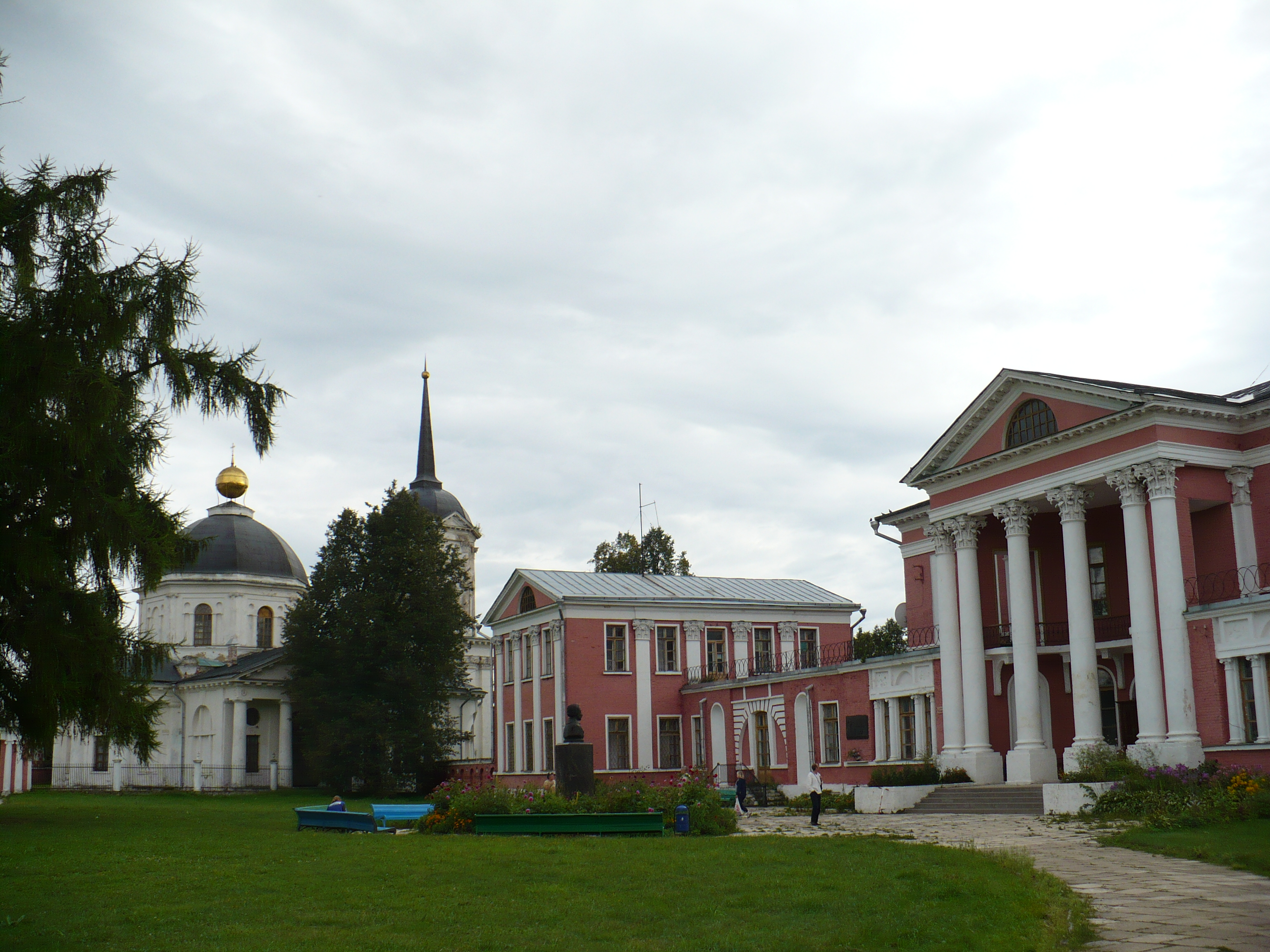
Главный дом усадьбы Загряжских
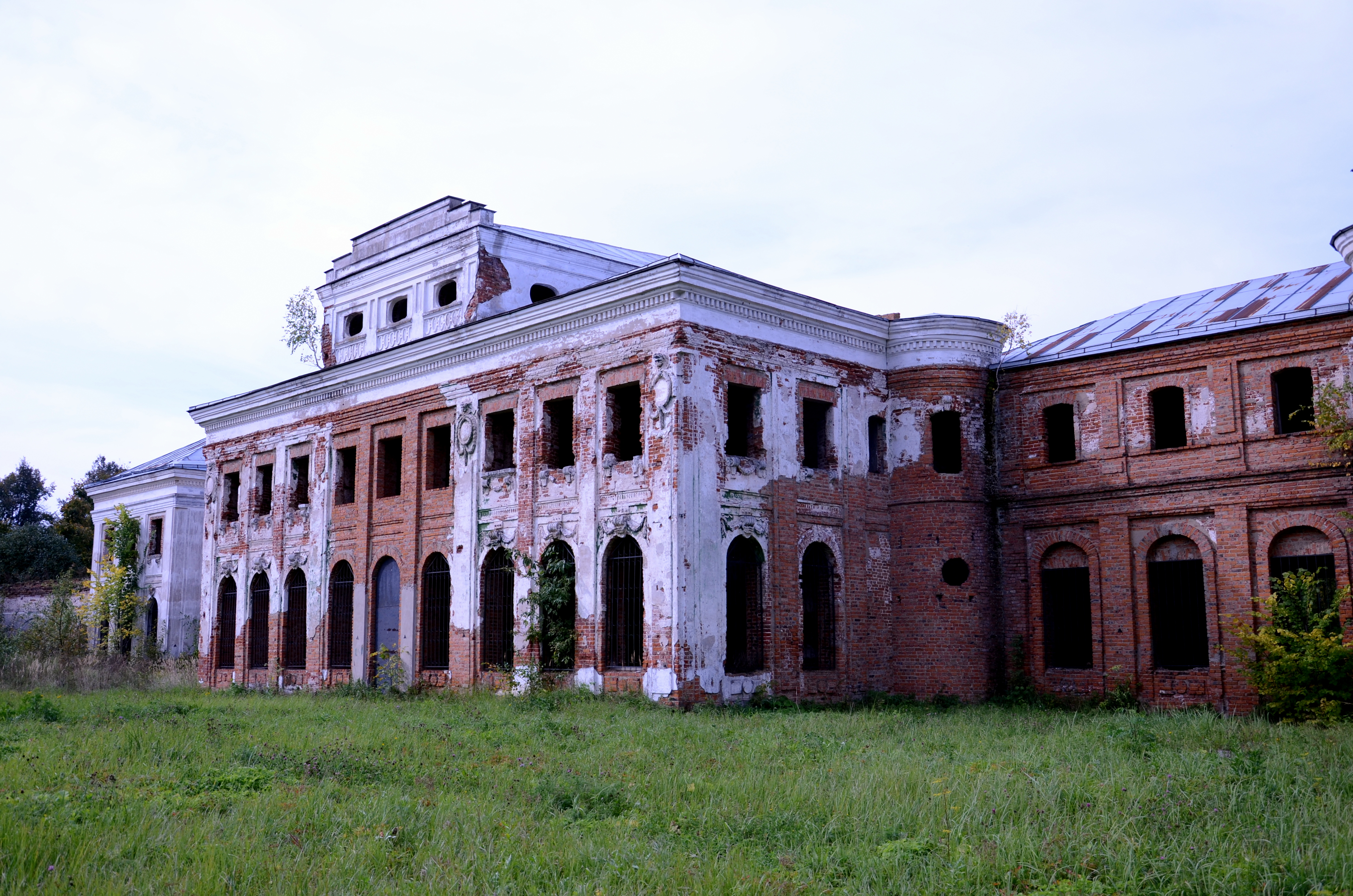
Усадьба Чернышёвых
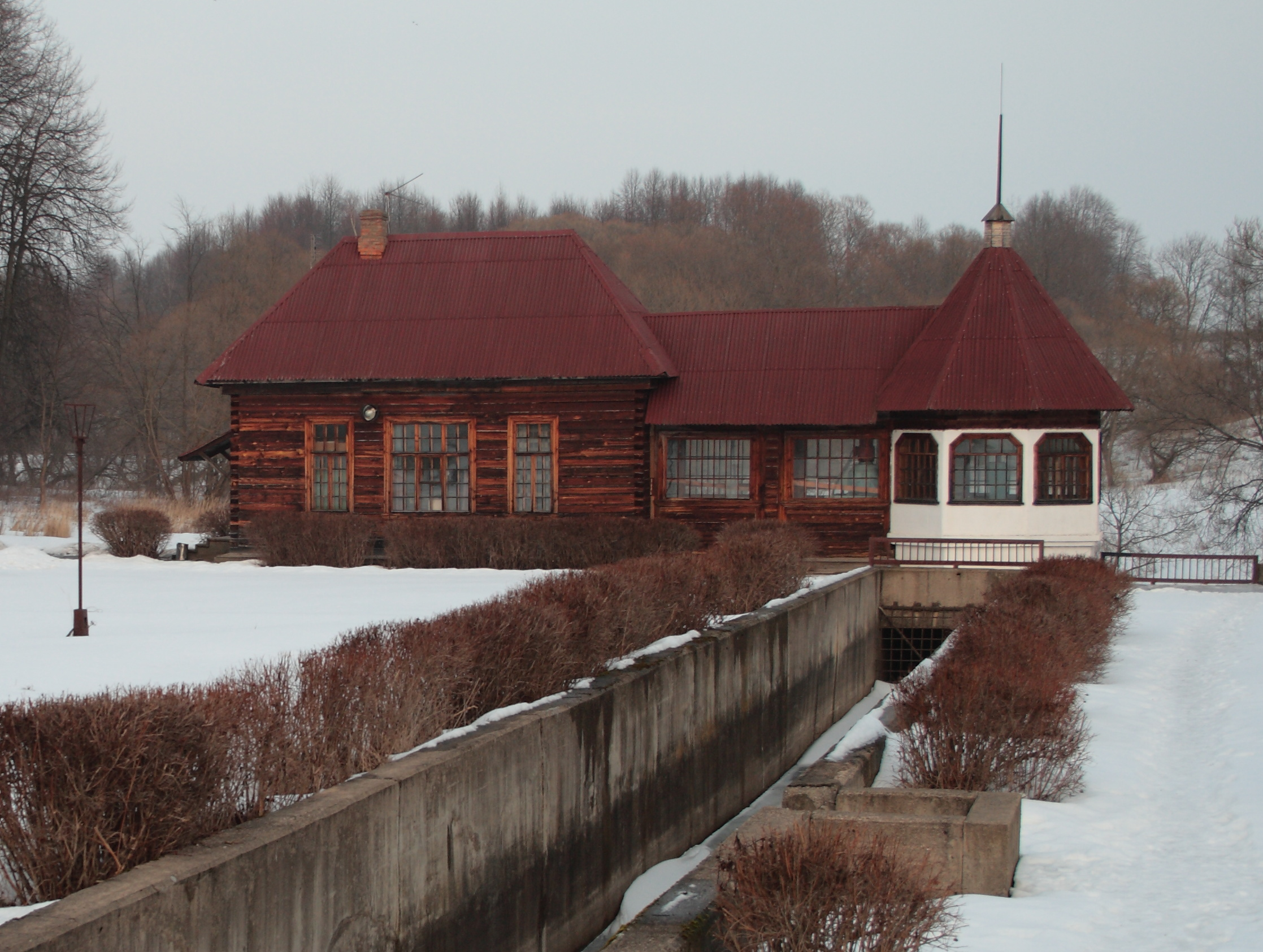
Здание Ярополецкой ГЭС

## Комментарии
1. ↑  Коэффициент озёрности бассейна, выраженный в процентах, представляет отношение суммарной площади всех озёр бассейна к его площади[10].
2. ↑  В списке притоков указаны расстояние от устья и сторона впадения.
3. ↑  Волга → Шоша → Лама → волок до Тростенского озера → Озерна → Руза → Москва-река.